# Michel Corniglion
 (octobre 2012).
Michel Corniglion, chirurgien plasticien de profession, est le plus ancien greffé cardiaque mondial[réf. souhaitée] (greffe en 1981). En octobre 2006, il a organisé à Lyon le Congrès International des Associations de Donneurs d’Organes.

## Distinctions et vie associative
- Chevalier de l’Ordre national du Mérite.
- Légion d'honneur en 2008.
- Il a reçu les Palmes d’Or de la Fondation du Bénévolat en 2006.
- Il est Administrateur National de France ADOT (Association pour le don d'organe et de Tissus).